# Madagasoeuopsis conicollis
Madagasoeuopsis conicollis es una especie de coleóptero de la familia Attelabidae.

## Distribución geográfica
Habita en Madagascar.